# Karl von Willisen (General, 1788)

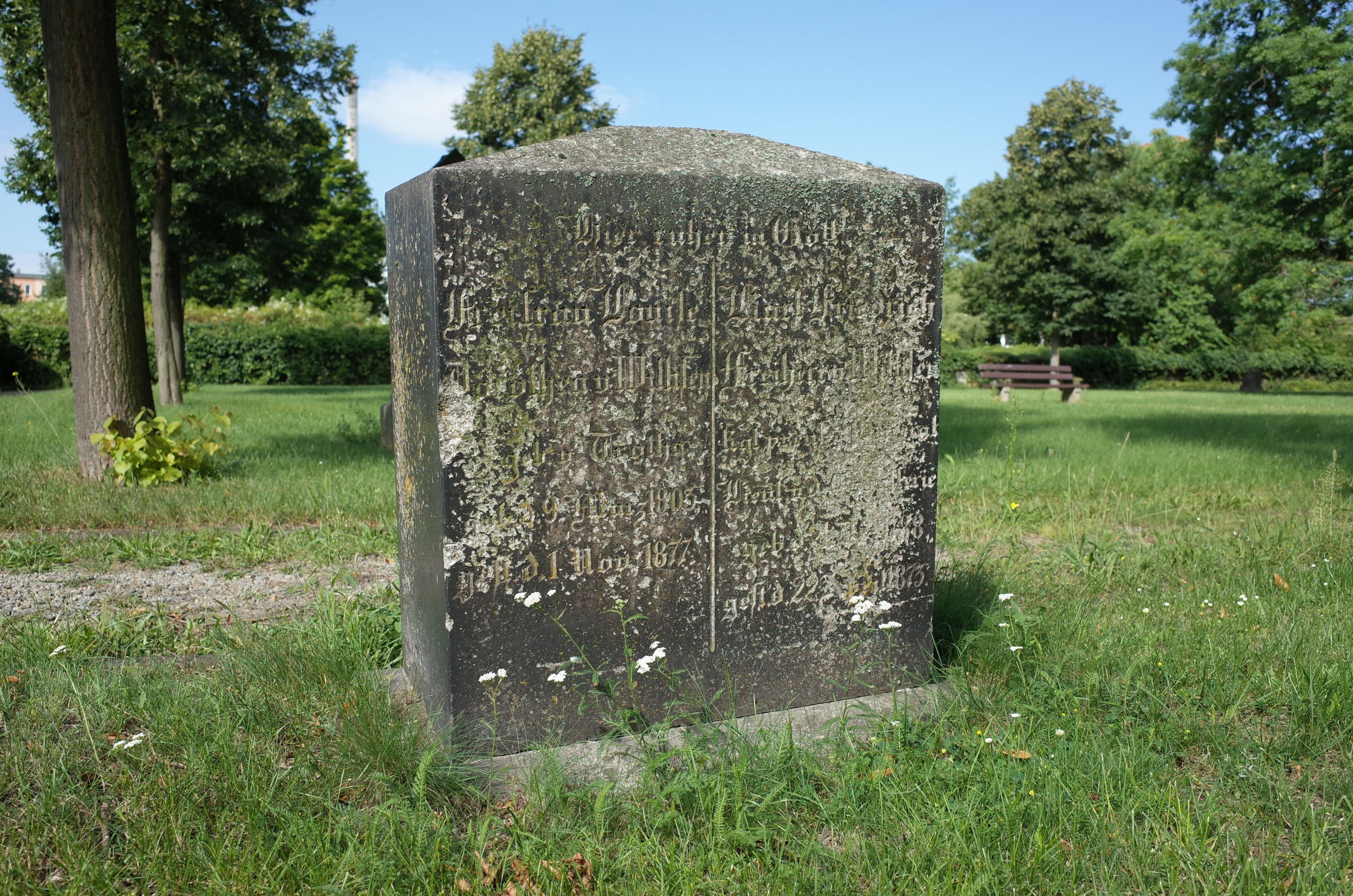
Karl Friedrich Freiherr von Willisen. Grabstein auf dem Friedhof in Dessau

Karl Friedrich Ferdinand Freiherr von Willisen (* 21. Dezember 1788 in Staßfurt; † 22. April 1873 in Dessau) war ein preußischer Generalleutnant.

## Leben

### Herkunft
Karl war ein Sohn des Bürgermeisters von Staßfurt Karl Wilhelm von Willisen (1751–1807) und dessen Frau Friederike, geborene von Trotha (1768–1826). Der spätere preußische Generalleutnant Karl Wilhelm von Willisen (1790–1879) war sein jüngerer Bruder. Die Familie hatte am 29. April 1866 die preußische Erlaubnis zur Wiederannahme und Führung des Freiherrntitels erhalten.

### Militärkarriere
Willisen trat am 1. Juni 1799 als Gefreiterkorporal in das Infanterieregiment des Prinzen Louis Ferdinand von Preußen ein. Als Fähnrich wurde er während des Vierten Koalitionskrieges in der Schlacht bei Auerstedt verwundet und dimittierte nach dem Frieden von Tilsit. Er trat daraufhin im April 1808 als Sekondeleutnant in sächsische Dienste und wurde im Chevauleger-Regimenter „von Polenz“ angestellt, bevor Willisen im Juni 1811 als Premierleutnant in das Leib-Kürassier-Regiment kam. 1813 stieg er zum Divisionsadjutanten auf und nahm im selben Jahr während der Befreiungskriege an der Belagerung von Magdeburg und 1815, nunmehr an der Seite der Alliierten gegen Napoleon, am Gefecht bei Namur teil.
Am 7. August 1815 trat Willisen wieder in die Preußische Armee ein und wurde im 4. Kürassier-Regiment angestellt. Von Mitte Juli 1817 bis Ende März 1829 hatte er verschiedene Verwendungen als Adjutant und wurde anschließend als Rittmeister zum Eskadronchef im 2. Garde-Ulanen-Regiment ernannt. Kurz darauf kehrte Willisen in das 7. Kürassier-Regiment zurück, avancierte Ende März 1831 zum Major und rückte Anfang Mai 1834 in den Regimentsstab auf. Am 30. März 1839 beauftragte man ihn zunächst mit der Führung des 9. Husaren-Regiments in Saarbrücken und ernannte Willisen am 20. Januar 1840 zum Regimentskommandeur. In dieser Stellung Mitte September 1841 zum Oberstleutnant befördert, wurde er am 7. April 1842 als Kommandeur des 7. Kürassier-Regiments nach Halberstadt versetzt und avancierte Ende März 1844 zum Oberst. Daran schloss sich ab dem 11. Juni 1846 eine Verwendung als Kommandeur der 2. Kavallerie-Brigade in Danzig an. In dieser Stellung wurde Willisen am 4. April 1850 Generalmajor und Ende Juli 1853 mit dem Stern zum Roten Adlerorden II. Klasse mit Eichenlaub ausgezeichnet. Unter Verleihung des Charakters als Generalleutnant nahm er am 1. April 1854 seinen Abschied mit Pension.

### Familie
Willisen hatte sich am 3. Februar 1817 in Jasenitz mit Anna Friederike Albertine von Köller (1787–1825) verheiratet. Nach ihrem Tod ehelichte er am 15. Februar 1827 in Berlin Luise von Haugwitz (1801–1827). In dritter Ehe heiratete Willisen am 20. September 1829 in Hecklingen Luise von Trotha (1803–1877). Aus diesen Ehen gingen folgende Kinder hervor:
aus erster Ehe
- Karl Georg Gustav (1819–1886), preußischer General der Kavallerie
- Elise Mathilde Hedwig (* 18. März 1822;[4]  † 14. August 1881),[5] Stiftsdame des adeligen Fräuleinstifts der Oberlausitz
- Albert Ferdinand Adolf Wilhelm (1825–1867), Gutsbesitzer

aus zweiter Ehe
- Friederike Wilhelmine Mathilde Luise (* 1. November 1827)

aus dritter Ehe
- Friedrich Ernst Adolf (1830–1879), preußischer Oberst und Kommandeur des 1. Garde-Dragoner-Regiments
- Anna (* 19. November 1833)